# Luigi Pichler
Luigi Pichler (Róma, 1773. január 31. – Róma, 1854. március 13.) ékszerész. Anton Pichler ékszerész fia, Giovanni Pichler ékszerész fivére. Testvérének, Giovanninak volt a tanítványa. 1818-ban Bécsben a drágakőmetszés tanára lett és Ferenc császár megbízásából a bécsi császári és királyi régiségtár legkiválóbb metszett kövei után üvegmásolatokat készített a pápa számára. 1850-ben visszatért Rómába. Nagyon sok drágakövet metszett.